# (2235) Vittore
(2235) Vittore – planetoida z zewnętrznej części pasa głównego asteroid okrążająca Słońce w ciągu 5,75 lat w średniej odległości 3,21 au. Odkrył ją Karl Reinmuth 5 kwietnia 1924 roku w obserwatorium Landessternwarte Heidelberg-Königstuhl w Heidelbergu. Została odnaleziona dopiero w 1979 roku przez Osservatorio San Vittore i na cześć tego włoskiego obserwatorium została nazwana.